# الشاطبی (اسکندریه)
الشاطبی (به عربی: الشاطبی) یک محله در مصر است که در استان اسکندریه واقع شده‌است.